# Passage Turquetil
Le passage Turquetil est une voie du 11e arrondissement de Paris, en France.

## Situation et accès
Le passage Turquetil, long de 235 mètres, est situé dans le 11e arrondissement de Paris. Dans le sens de numérotation, il débute au 93 rue de Montreuil et se termine au 43 avenue Philippe-Auguste. Son sens de circulation en 2018 est à l'inverse du sens de numérotation.
Entre les numéros 12 et 14 débute le passage Philippe-Auguste qui rejoint l'avenue du même nom.
Le passage Turquetil est accessible depuis les stations de métro Avron (ligne 2) ou Nation (lignes 1, 2, 6 et 9), ou par la gare de Nation du RER A.

## Origine du nom
Cette voie est nommée d'après le nom du propriétaire des terrains.

## Historique
Cette voie est classée dans la voirie parisienne par arrêté municipal du 12 août 1992.

## Bâtiments publics ou remarquables
No  10 : espace Hattori, centre culturel franco-japonais.
No  18 : entrée principale du lycée professionnel Turquetil, relatif aux métiers de la mode.